# Cardeto
Cardeto ist eine italienische Stadt in der Metropolitanstadt Reggio Calabria in Kalabrien mit 1285 Einwohnern (Stand 31. Dezember 2023).

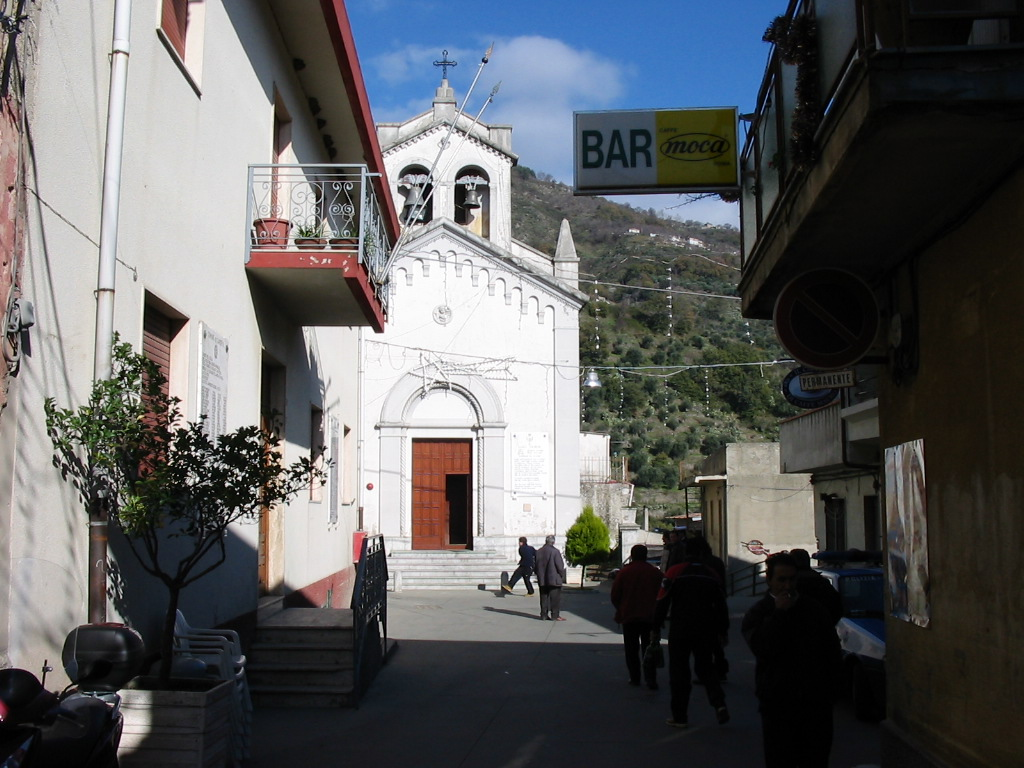
Das Ortsinnere

## Lage und Daten
Cardeto liegt 89 km nordöstlich von Reggio Calabria am nordöstlichen Abhang des Aspromonte. Die Nachbargemeinden sind Bagaladi, Reggio Calabria und Roccaforte del Greco.

## Sehenswürdigkeiten
Sehenswert ist die Wallfahrtskirche S. Elia.